# Kawaler de Maison-Rouge
Kawaler de Maison-Rouge – powieść historyczna Aleksandra Dumasa ojca opisująca ostatnie miesiące życia królowej Marii Antoniny i nieudany spisek mający na celu jej uwolnienie. Z uwagi na kontynuację losów królowej powieść jest czasami uważana za kontynuację cyklu "Pamiętniki lekarza", jednak poza postaciami historycznymi (m.in. Maria Antonina, Simon) nie występuje w niej żaden z bohaterów "Pamiętników lekarza".

## Zarys fabuły
Rewolucja osiągnęła swoje apogeum. Ludwik XVI poszedł na gilotynę, zaś Maria Antonina z dziećmi i siostrą męża jest zamknięta w twierdzy Temple. W celu uwolnienia jej zawiązał się spisek z tajemniczym kawalerem Andre de Maison-Rouge na czele. Rewolucjoniści zrobią wszystko, żeby go złapać.
Tymczasem w nocy na ulicy patrol łapie młodą kobietę, Genowefę Dixmer. Chcą ją zabrać na odwach, ponieważ nie ma przy sobie niezbędnych dokumentów, ale ratuje ją młody działacz rewolucyjny Maurycy Lindey. Mimo to patrol chce zabrać kobietę ze sobą, zjawia się jednak patrol z innej partii politycznej - dowodzi nim Jan Hiacynt Lorin, przyjaciel Maurycego. Dochodzi do walki między dwiema frakcjami, która zostaje zakończona zwycięstwem Maurycego i Lorina. Maurycy odprowadza Genowefę do domu i zakochuje się w niej z wzajemnością. Wkrótce postanawia ją odwiedzić, ale wpada w pułapkę tajemniczych ludzi, którymi dowodzi tajemniczy młodzieniec o siwych włosach, pan Morand. Chcą oni zabić Maurycego, kiedy zjawia się Genowefa, która ratuje młodzieńca, mówiąc ludziom, że to on ją ocalił. Wówczas tajemniczy spiskowcy zostawiają go w spokoju. Maurycy zostaje zaproszony na obiad do Genowefy, która (ku jego rozpaczy) jest mężatką. Jej mąż, pan Dixmer, wyjaśnia młodzieńcowi, że jest garbarzem, ale potajemnie zajmuje się przemytem - ci ludzie, którzy złapali młodzieńca, byli również przemytnikami i bali się o swój interes. Dixmer zachęca Maurycego, by często ich odwiedzał. Częste odwiedziny sprzyjają Maurycemu i Genowefie na rozwinięcie romansu. Wreszcie kobieta, mając dość tego związku, który nie ma nawet cienia na przyszłość, pisze do kochanka list, każąc mu przestać ją odwiedzać. Maurycy sądzi, że Genowefa robi to, bo zakochała się w Morandzie, którego przedstawia jako wspólnika swego męża. Chłopak pogrąża się w rozpaczy, nie interesują go rewelacje Lorina, który opowiada mu o usunięciu z dziejów rewolucji Boga i mianowanie na jego miejsce Bogini Rozumu, którą została jego kochanka - aktorka i śpiewaczka. Jednakże Dixmer, dowiedziawszy się o decyzji żony, karci ją za nią i każe odwołać swój list. Genowefa więc, ku swej rozpaczy, robi to i Maurycy znów ją odwiedza. Nieporozumienia się wyjaśniają, miłość między zakochanymi narasta.
Pewnego dnia Maurycy wraz z Genowefą idą ulicą miasta. Po drodze młodzieniec kupuje ukochanej kwiaty u młodej kwiaciarki. Na prośbę Genowefy młodzi zakochani odwiedzają Temple i spotykają Marię Antoninę na spacerze. Genowefa daje jej kwiatek ze swego bukietu. Niestety podejrzliwy Maurycy po chwili zwraca uwagę na zachowanie królowej i zabiera jej kwiatek, odkrywając ukrytą tam wiadomość do Marii Antoniny od kawalera de Maison-Rouge. Gubernator twierdzy Temple, pan Tison i jego żona składają donos na królową (zwaną teraz obywatelką Capet albo panią Capet), a szewc Simon na Maurycego i Genowefę. Ci ostatni uniknęli ostatecznie aresztowania ze względu na wysoką pozycję Maurycego w partii, nie mówiąc już o jego znajomości z Dantonem. Kwiaciarka znika jednak i nie można jej odnaleźć. Lorin, by ratować Maurycego i Genowefę, wyciąga od Artemizy nazwisko owej kwiaciarki - jest to Heloiza Tison, córka państwa Tison. Dziewczyna zostaje aresztowana, niszcząc przedtem jednak wszystkie swoje kwiaty z wiadomościami. Jej rodzice dopiero teraz zrozumieli, co zrobili, składając donos. Są przerażeni swoim czynem. Za przekazywanie sobie wiadomości Maria Antonina traci możliwość bycia z synem, Ludwikiem XVII, który zostaje jej zabrany i oddany pod opiekę podłego szewca Simona (znanego epizodycznie z Józefa Balsamo). Szewc znęca się nad dzieckiem i biciem chce go zmusić, by został republikaninem i śpiewał obelżywe pieśni na temat swych własnych rodziców, a gdy chłopiec nie chce, bije go. Raz Maurycy i Lorin są tego świadkiem i sami spuszczają manto podłemu szewcowi, grożąc mu, że jeśli jeszcze raz uderzy dziecko, zbiją go mocniej. Simon składa na obu donos, ale zostaje on puszczony mimo uszu. Co prawda zostali postawieni przed sądem, ale szybko ich zwolniono jako praworządnych obywateli. Tymczasem pani Tison chce się widzieć z córką, na którą sama złożyła nieświadomie donos. Spotyka na ulicy kawalera de Maison-Rouge w przebraniu, który mówi jej, że może ocalić jej córkę, jeśli ta pomoże w ucieczce Marii Antoninie. Kobieta się zgadza, choć obietnice kawalera nie są dla niej zbyt przekonujące. Żona gubernatora idzie więc przeprosić Marię Antoninę za wszystkie złośliwe docinki, jakich dopuściła się wobec niej. Niestety, jest to akurat dzień ucieczki królowej - kawaler de Maison-Rouge zrobił już podkop pod ogród twierdzy Temple, a zagadująca królową żona gubernatora opóźnia tylko ucieczkę. Wtedy również do twierdzy wpada Simon z wieścią, że córkę gubernatora skazano na śmierć. Matka kwiaciarki, słysząc to, łapie królową i postanawia, że nie pozwoli jej uciec, skoro kawaler de Maison-Rouge nie ocalił jej dziecka. Królowej jeszcze udałoby się uciec (matkę uznano bowiem za wariatkę), gdyby nie jej piesek, który zaczyna szczekać na kawalera pod tunelem i tym samym niszcząc misterny plan. Królowa zostaje zamknięta, a piesek za swą patriotyczną postawę nagrodzony kopniakiem od Simona.
Maria Antonina zostaje przeniesiona do innej celi, ale sama, bez córki i szwagierki, młoda kwiaciarka zaś idzie na gilotynę ku wielkiej uciesze tłumu. Zachowuje jednak dumną postawę. Jej śmierć obserwuje Maurycy, który jest tym zszokowany. Do tego o mało nie ginie w zamieszkach, jakie na jego widok wywołał Simon, nazywając go rojalistą. W ostatniej chwili ratuje go kawaler de Maison-Rouge, który wraz ze swymi ludźmi bił się z tłumem i wyciągnął z potyczki Maurycego. Chłopak przez Simona ma coraz gorszą opinię w swej partii. Jedynie znajomość z Dantonem ratuje go od aresztowania i sprawia, że donosy Simona są lekceważone. Simon twierdzi, że ma nowe wiadomości na temat pani Capet (chodzi o oskarżenie, iż Maria Antonina molestowała seksualnie swego synka). Wezwana przez Simona komisja przesłuchuje chłopca, ale jego zeznania nie potwierdzają słów szewca, który chce go za to zbić, ale przeszkadza mu w tym Lorin.
Tymczasem wreszcie udało się namierzyć kryjówkę spiskujących rojalistów z kawalerem de Maison-Rouge na czele - jest to dom Dixmera. Maurycy wraz z Lorinem mają osobiście dowodzić obławą na zdrajców. Maurycy mówi ludziom, by czekali na niego, on sam ma zaś wywabić spiskowców z kryjówki. Spiskowcy jednak uciekli, nie wiadomo przez kogo uprzedzeni o obławie. Maurycy natyka się tam tylko na Genowefę i młodzieńca, który go ocalił - kawalera de Maison-Rouge. Przyznaje się on do tego, że pod przebraniem Moranda, wspólnika Dixmera, dowodził całą akcją uwolnienia królowej. Maurycy chce najpierw wydać ich oboje sądząc, że Genowefa kocha kawalera, ale ona wyznaje, że kocha go jak brata, a jej prawdziwą, jedyną miłością jest Maurycy. Chłopak pozwala więc im obojgu uciec, zdradzając im hasło, które pomoże im bezpiecznie przejść przez patrolowane ulice. Sam zaś wraca do swoich ludzi, którzy nie zdołali nikogo złapać. Kłamie przed nimi, że nikogo nie znalazł w domu. Wraca do siebie i zastaje tam Genowefę, która cieszy się z obecności kochanka - jej mąż bowiem gdzieś zniknął, najprawdopodobniej uciekł z miasta. Ona sama nie chce do niego wracać. Maurycy i Genowefa spędzają kilka dni razem w szczęściu i miłości. Pewnego dnia Maurycy idzie na zebranie partii. Pod jego nieobecność w domu zjawia się Dixmer, który wcale nie uciekł z miasta, ale przyczaił się u znajomego. Przyszedł teraz po swoją żonę, licząc na to, że ta rzuci mu się w ramiona. Jednak widząc jej reakcję na swój widok zrozumiał, że Genowefa kocha Maurycego. On sam zachęcił ją do romansu z chłopakiem, ale bezczelnie liczył na to, że miłość jego żony nie skieruje się ku niemu naprawdę, lecz będzie udawana dla pozyskania go dla ich sprawy. Teraz jednak, kiedy odkrył prawdę, postanawia się zemścić. Chce zaczaić się w domu na Maurycego i zabić go, gdy ten wróci, ale ostatecznie żona zdołała go ubłagać, by tego nie robił, po czym oboje wychodzą. Maurycy wraca do domu i dowiaduje się od służącego o zniknięciu Genowefy. Domyśla się, kto ją zabrał i jest tym faktem przerażony. Dixmer zabiera żonę do kryjówki, a następnego wieczoru idzie z nią do więzienia, gdzie pilnowana jest Maria Antonina (jednym z jej strażników jest młody Sebastian Gilbert). Dixmer chce nożem zabić strażników, zaś Genowefa ma wbiec do celi królowej i zamienić się z nią strojami. Maria Antonina odejdzie z Dixmerem jako jego żona, zaś Genowefa zostanie, by za królową ponieść śmierć - ten plan to również zemsta na wiarołomnej żonie. Plan jednak zawodzi, albowiem los chciał, żeby w tej samej chwili swoją intrygę przeprowadzał kawaler de Maison-Rouge - według jego planu królowa podrzuconym jej w jedzeniu pilnikiem ma nadpiłować kraty, kawaler zaś przywiąże je sznurem i wyrwie z okna. Oba plany kończą się fiaskiem - królowa nie zdąży przepiłować dostatecznie kraty i kawaler nie zdoła jej wyrwać. Do tego strażnicy nie zginęli i wszczęli alarm. Dixmer i kawaler zdołali zbiec, ale Genowefa i Maria Antonina już nie.
Kolejny nieudany plan ucieczki rozsierdził lud Paryża, który wszystkich wokół zaczął podejrzewać o spisek rojalistyczny. Nawet Maurycy i Lorin zostali oskarżeni. Lorina już aresztowano, ale Maurycy uprzedzony przez swego wiernego służącego uniknął losu przyjaciela. Zaczął błąkać się po ulicy, spotykając przypadkiem kawalera de Maison-Rouge, który opowiedział mu o podłym uczynku Dixmera. Kawaler udaje się do znajomego księdza, który ma udzielić królowej ostatniego namaszczenia - udaje się tam z nim jako ministrant, by ofiarować królowej ostatnią pociechę. Ksiądz z początku nie chce się zgodzić na to, bojąc się konsekwencji swego czynu, ale kawaler przekonuje go, pisząc oświadczenie, że zmusił księdza siłą, by z nim poszedł. Wkrótce odbywa się proces królowej. Simon przedstawia m.in. zeznania skatowanego przez siebie Ludwika XVII, który przyznaje, że matka go molestowała, co staje się gwoździem do trumny pani Capet. Maria Antonina idzie na gilotynę i zostaje na niej ścięta, co obserwuje z satysfakcją tłum. Chwilę później stojący przy szafocie kawaler de Maison-Rouge popełnia samobójstwo przebijając się nożem. Świadkiem tego wszystkiego jest Maurycy, który postanawia znaleźć ukochaną. Wkrada się podstępnie na salę sądową i obserwuje proces Hiacynta i Genowefy. Dostrzega na sali również Dixmera uśmiechającego się podle, ale Genowefa nie wyjawia jego obecności. Ukochana Maurycego i jego przyjaciel zostają skazani na śmierć. Maurycy wściekły idzie za Dixmerem i ujawnia przed nim swą obecność. Dixmer przyznaje się do intrygi przeciwko wiarołomnej żonie, zrzucając wszystko na Maurycego. Nie chce go jeszcze zabić - woli by patrzył on na najpierw śmierć swej kochanki, a potem sam zaznał śmierci. Maurycy pyta, czemu Genowefa nie zdradziła podłego męża, on zaś odpowiada, że obawiała się zostania zamkniętą wraz z nim w jednej celi, gdzie mąż do końca nie dałby jej spokoju, powtarzając słowo Wiarołomna!. To samo słowo chce jej rzucić, gdy będzie szła na ścięcie, a wcześniej, gdy pójdzie ją odwiedzić w celi, korzystając z przepustki na okaziciela, jaką zdobył terroryzując znajomego urzędnika. Maurycy ma tego dość - wyzywa Dixmera na pojedynek na szpady, podczas którego zabija go, zabiera mu przepustkę, a ciało wrzuca do rzeki. Następnie odwiedza w celi ukochaną i wręcza przepustkę Lorinowi, każąc mu uciekać. Lorin nie chce ich opuszczać, ale ostatecznie się zgadza i odchodzi. Jednakże niedługo przed świtem wraca. Przyznaje się, że wyszedł z celi tylko po to, by kupić nóż i podczas egzekucji złapać Dixmera i zabić go, ale kiedy idąc z nożem, znalazł w rzece ciało Dixmera, uznał, że jego wolność jest niepotrzebna i wrócił umrzeć z przyjaciółmi. Mimo namów Maurycego i Genowefy nie zgadza się ich opuścić.
Na rano wyznaczona jest egzekucja. Idzie na nią kilkunastu więźniów. Strażnicy odkrywają, że więźniów jest o jednego więcej niż w spisie i pytają, kto tu jest przypadkiem - zamierzają sprawdzić nazwiska i uwolnić przypadkową osobę. Ale ani Maurycy, ani Lorin nie zgłaszają się, strażnicy zabierają więc wszystkich na plac egzekucji. Tam witają ich okrzyki tłumu oraz złośliwy śmiech Simona. Lorin jednak nie traci poczucia humoru i odpowiada mu jak zwykle kpiną. Najpierw ścięci zostają Genowefa i Maurycy, wyznając sobie po raz ostatni miłość. Na końcu idzie Lorin, który uznaje, że tak piękną śmierć z przyjaciółmi i opuszczenie tego podłego świata zawdzięcza Simonowi, toteż jego ostatnie słowa brzmią Niech żyje Simon!